# Гордый мыш
«Го́рдый мыш» — мультипликационный фильм, который создала режиссёр Наталья Березовая на студии «Пилот» в 2007 году.
 
Мультфильм входит в мультсериал «Гора самоцветов». В начале мультфильма — пластилиновая заставка «Мы живём в России — Северная Осетия».
 
Премьера мультфильма произошла в праздничной программе «Аниматоры встречают год Мыши» в «Актовом зале». 
Фильм участвовал в конкурсной программе фестиваля «Суздаль-2008».

## Сюжет
По осетинской сказке «Как мышь своему сыну невесту искала». Аналогичный сюжет есть в японском, индийском, ингушском фольклоре (у ингушей подобная сказка имеет пословичный заголовок — «Мышка к мышке пришла»).
В одном селении празднуют свадьбу, и мышь решает, что пора женить сына. Но мышонок решил жениться только на дочери самого сильного и пошёл свататься к Месяцу. Оказалось, что когда всходит Солнце, Месяц меркнет. Солнце закрыла Туча, Тучу прогнал Ветер, но не смог ничего сделать со Скалой. В конце концов мышонок выяснил, что Скалу прогрызли мыши, и нашёл невесту среди них.

## Создатели
| Автор сценария и режиссёр             | Наталья Березовая |
| Художник-постановщик                  | Вера Пиунова |
| Художественный руководитель           | Эдуард Назаров |
| Звукорежиссёр                         | Алена Николаева |
| Роли озвучивал                        | Эдуард Назаров |
| Консультант                           | Чермен Хадиков |
| Аниматоры:                            | Диана Черецкая, Юрий Поворов, Елена Голянкова, Ирина Николаева, Светлана Зимина, Леон Эстрин, Сергей Миронов, Татьяна Подгорская, Надежда Лемина, Александр Бубнов, Татьяна Кочетова, Яна Дронина |
| Художники:                            | Татьяна Ивонина, Наташа Константинова, Ольга Сиротинская, Ирина Ткаченко, Дина Гурова, Вера Корогодина, Елена Третьякова, Екатерина Шевелева, Ирина Вертикова, Полина Чернова                     |
| Съемка и спецэффекты:                 | Людмила Горбунова, Мария Кулланда, Оксана Фомушкина |
| Ассистент художника-постановщика      | Ольга Антоненкова |
| Ассистент режиссёра                   | Оксана Фомушкина |
| Директор картины                      | Игорь Гелашвили |
| Над пластилиновой заставкой работали: | Э. Назаров, С. Меринов, Г. Голубева, Н. Полетаева, М. Тумеля, М. Землинский, А. Левицкая, С. Василенко                                                                                            |
| Художественный совет проекта:         | Эдуард Назаров, Валентин Телегин, Георгий Заколодяжный, Елена Чернова, Сергей Меринов |
| Генеральный продюсер проекта          | Игорь Гелашвили |
| Продюсер                              | Ирина Капличная |
| Руководитель проекта                  | Александр Татарский |
| Текст заставки читал                  | Дмитрий Назаров |

## Музыка
В мультфильме звучит осетинская народная музыка в исполнении трио «Фандыр».

## Награды
- Мультфильм участвовал в конкурсном показе праздника «Маленькое кино в Большом городе»[3]  (организованном международным фестивалем анимационных искусств «Мультивидение», состоявшемся в Петербурге 31 мая 2008 года) и победил в номинации «Лучшая сказка»[4].